# Rachowik
Rachowik [raˈxɔvik] est une localité polonaise de la gmina de Krynki dans le powiat de Sokółka et dans la voïvodie de Podlachie. Elle se situe à environ 5 kilomètres à l'ouest de Krynki, à 22 kilomètres au sud-est de Sokółka et à 41 kilomètres à l'est de Białystok. 